# Xã Hector, Quận Renville, Minnesota
Xã Hector (tiếng Anh: Hector Township) là một xã thuộc quận Renville, tiểu bang Minnesota, Hoa Kỳ. Năm 2010, dân số của xã này là 226 người.